# Епитафи Василијевићима на гробљу Рајковача у Ртарима
Епитафи Василијевићима на гробљу Рајковача у Ртарима представљају вредна епиграфска и фамилијарна сведочанства преписана са старих надгробних споменика у доњодрагачевском селу Ртари, Oпштина Лучани.
Василијевићи су род са Пауновићима, Миловановићима и Миливојевићима из Дучаловића, а сви припадају старој породици Шапоња, из околине Нове Вароши. Пре доласка у Ртаре, Василијевићи су једно време живели у Марковици.
Василије је са супругом Аницом имао три сина: Петронија, Јована и Вукосава. Породично стабло Василијевића грана се од потомака које је Петроније добио са супругом Станом и Вукосављевих потомака које је добио са супругом Јеленом.
Василијевићи су живели у спратној кући од тврдог материјала са дебелим зидовима, коју су стари називали Василијевића хан, а неки и Турски хан. Не зна се да ли су је подигли Василијевићи и која јој је била првобина намена.
У Грабу су постојали Василијевићи чији су се потомци одселили у Чачак, а који су део ове фамилије. Василијевића данас има четири породице: једна у Ртарима и три у Чачку. Славе Стевањдан.
Споменик Јовани Василијевић (†1849)
Овде Почива Раба Божиа
ЈОВАНА
Супруга Петрониа Василијевића
и кћи Васа Дервиша из Села дучаловића
поживи 23. г:
и умре 12 Декембра 1849. Л:Х.
писа Радосав Чикириз из села Ртију

Споменик трогодишњем Миљку Василијевићу (†1855)
Овде почива Раба Божји
Младенац
МИЉКО
син Петрониа Василијевића из Ртара
Поживи З. г:
умре 26 априла 1855 год.

Споменик Вукосаву Василијевићу (†1864)
Овде п:(очива) Ра: БОЖ:
ВУКОСАВ Василијевић
по:(живи) 35 г.
Умре 16. марта 1864:
Г: Б:(рат) удар(и) руке
доброг брата његове

Споменик Василију Василијевићу (†18??)
Овде почива раб божи
ВАСИЛИЕ
син Петрониа Василијевића из Ртара
пож. 28. г... (даље оштећено)
Овај спомен подиже му брат Илиа и кћер Крстина
Између ова 2 гроба вене мледенац
БОЖИДАР
син Илие
Написао Ђурђе Томовић из Ртара